# جيري همفريز
جيري همفريز (بالإنجليزية: Gerry Humphreys)‏ (14 يناير 1946 في المملكة المتحدة - ) هو لاعب كرة قدم بريطاني في مركز مركز الجناح ‏. لعب مع كريستال بالاس ونادي إيفرتون ونادي ريل ونادي كرو ألكساندرا.

## وصلات خارجية
- جيري همفريز على موقع قاعدة بيانات كرة القدم.إي يو (الإنجليزية)